# Boson Breakspear
Boson Breakspear  (né en Angleterre et mort à l'automne de  1181 à Rome) est un cardinal du XIIe siècle. D'abord considéré comme un anglais, un neveu du pape Adrien IV et un membre de l'ordre des bénédictins, des études plus récentes montrent qu'il serait italien et qu'il ne serait ni un neveu du pape, ni un bénédictin.

## Biographie
Il est scriptor du pape pendant le pontificat d'Eugène III. Le pape Adrien IV le crée cardinal lors du consistoire de décembre 1158. Le cardinal Breakspear est nommé camerlingue de la Sainte Église en 1158 et est préfet du château Saint-Ange à Rome pendant le pontificat d'Adrien IV. Il participe à l'élection d'Alexandre III en 1159 et de Lucius III en 1181.
Breakspear est l'auteur de traités théologiques, des vies de plusieurs papes du XIIe siècle et du XIIe siècle, notamment d'Adrien IV et d'Alexandre III, des « Lives of the Saints » en vers et il continue le Liber Pontificales à partir du décès d'Étienne V en 817.